# Dimitrie-Gabriel Nicolescu
Dimitrie-Gabriel Nicolescu (n. 9 aprilie 1953) este un fost deputat român în legislatura 1990-1992, ales în județul Giurgiu pe listele partidului FSN și a fost membru în grupul parlamentar de prietenie cu Japonia.